# جزر سولوفيتسكي
جزر سولوفيتسكي هي أرخبيل يقع في البحر الأبيض،روسيا،تقع الجزر كلها داخل حدود أوبلاست أرخانغلسك. في 2010 بلغ عدد سكان الجزر 861 نسمة.